# Cyathula cordifolia
Cyathula cordifolia är en amarantväxtart som beskrevs av Ferdinand von Hochstetter och Emilio Chiovenda. Cyathula cordifolia ingår i släktet Cyathula, och familjen amarantväxter. Inga underarter finns listade i Catalogue of Life.